# 최레크
최레크(튀르키예어: çörek) 또는 최래크(아제르바이잔어: çörək)는 터키와 아제르바이잔의 단 빵 또는 페이스트리이다.

## 이름
튀르키예어 "최레크(çörek)"의 어원은 "둥근 빵"을 뜻하는 오스만 터키어 "최레크(چورك)"이다. 터키어에서 둥근 모양을 뜻하는 말로 "체브레크(çevrek)"가 있다. 동원어로 그리스어 "추레키(τσουρέκι)"와 아르메니아어 "초레크(չորեկ)" 등이 있다.

## 종류
- 아이 최레크(ay çöreği 아이 최레이[*])는 초승달 모양 최레크이다. "아이(ay)"는 "달"을 뜻한다.
- 타힌 최레크(tahinli çörek 타힌리 최레크[*])는 타힌(참깨 소스)을 넣어 만든 최레크이다.
- 파스칼리아 최레크(Paskalya çöreği 파스칼리아 최레이[*])는 터키의 부활절 빵이다. "파스칼리아(Paskalya)"는 "부활절"을 뜻한다.

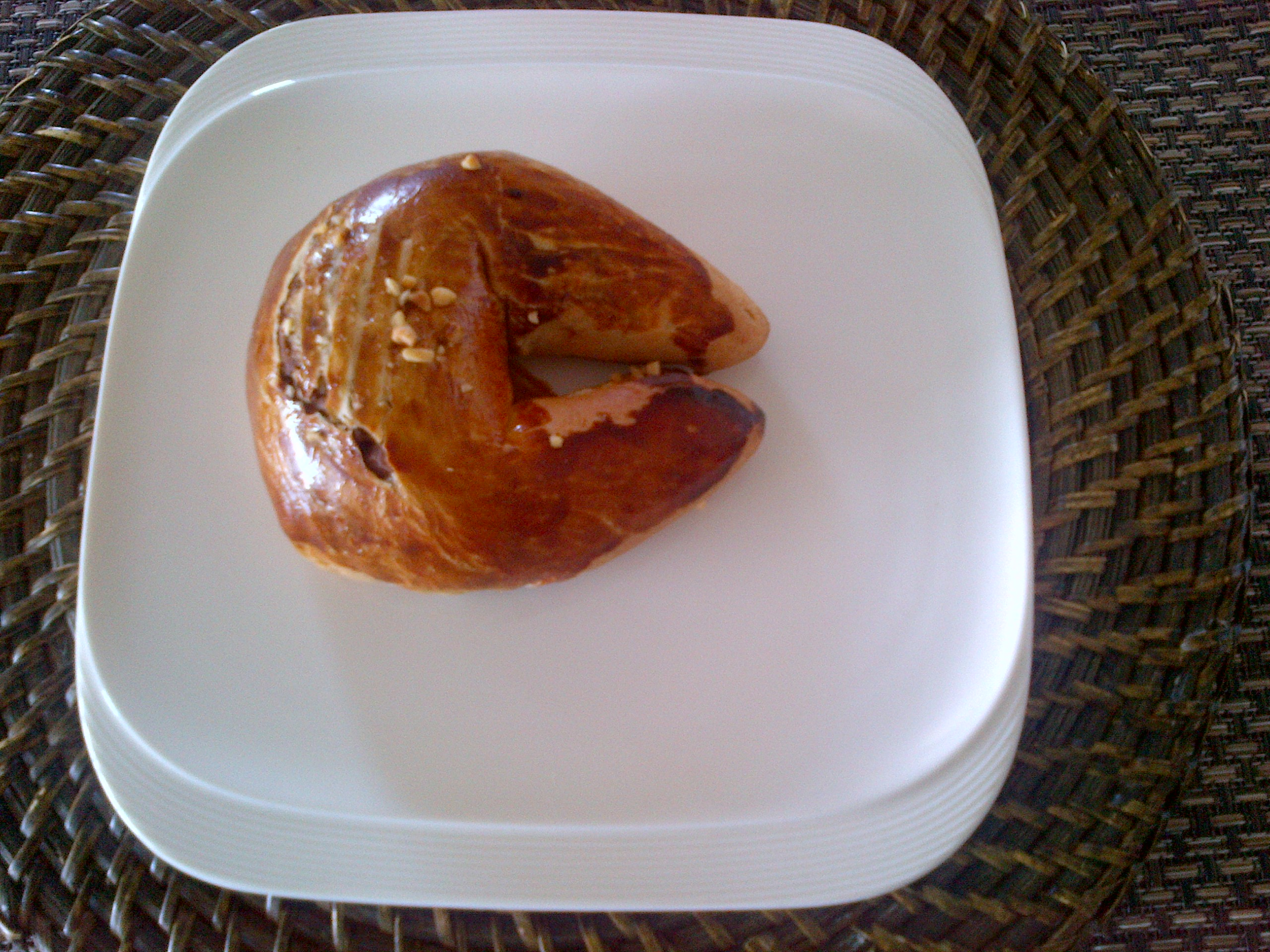
아이 최레크
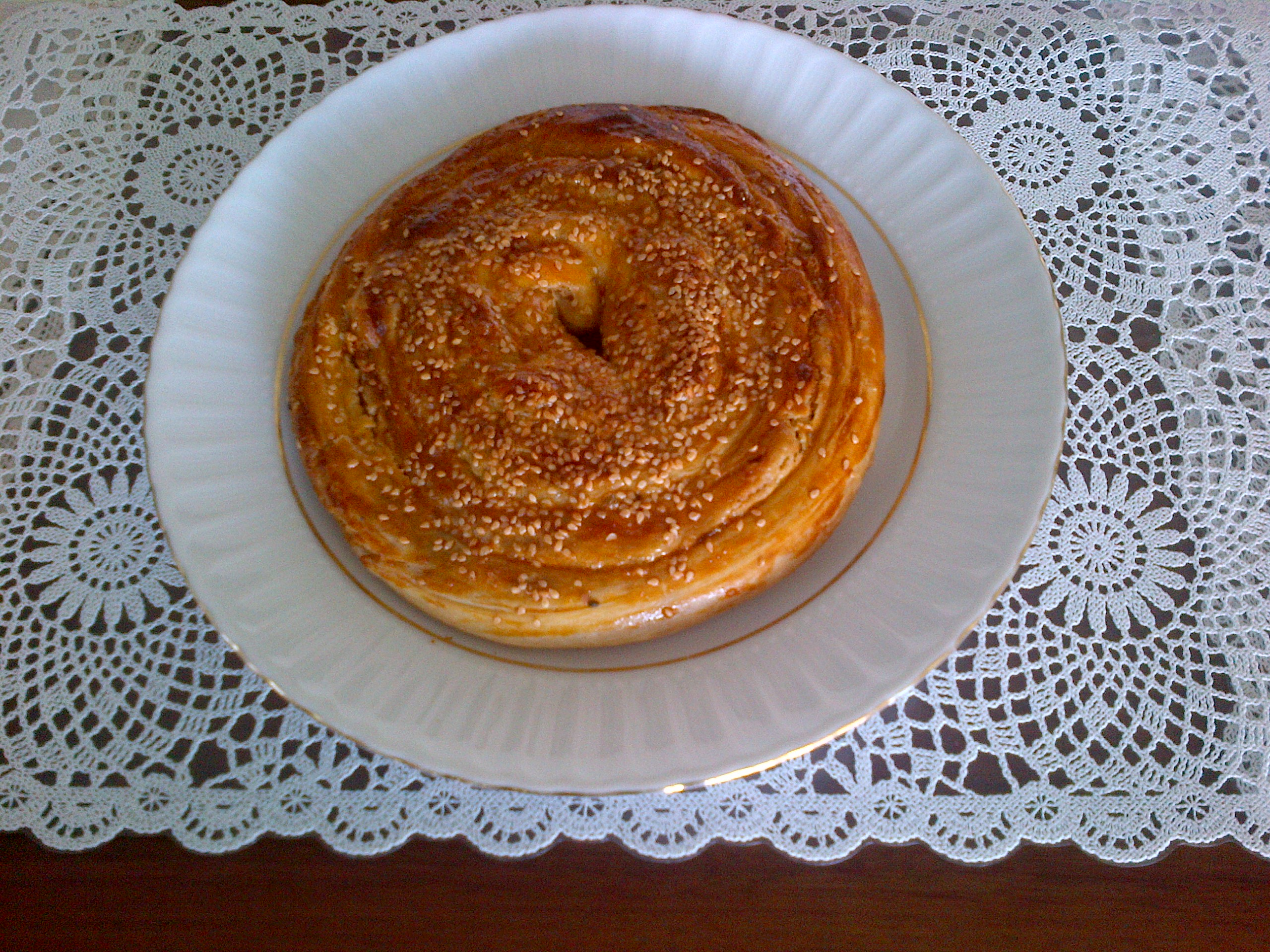
타힌 최레크
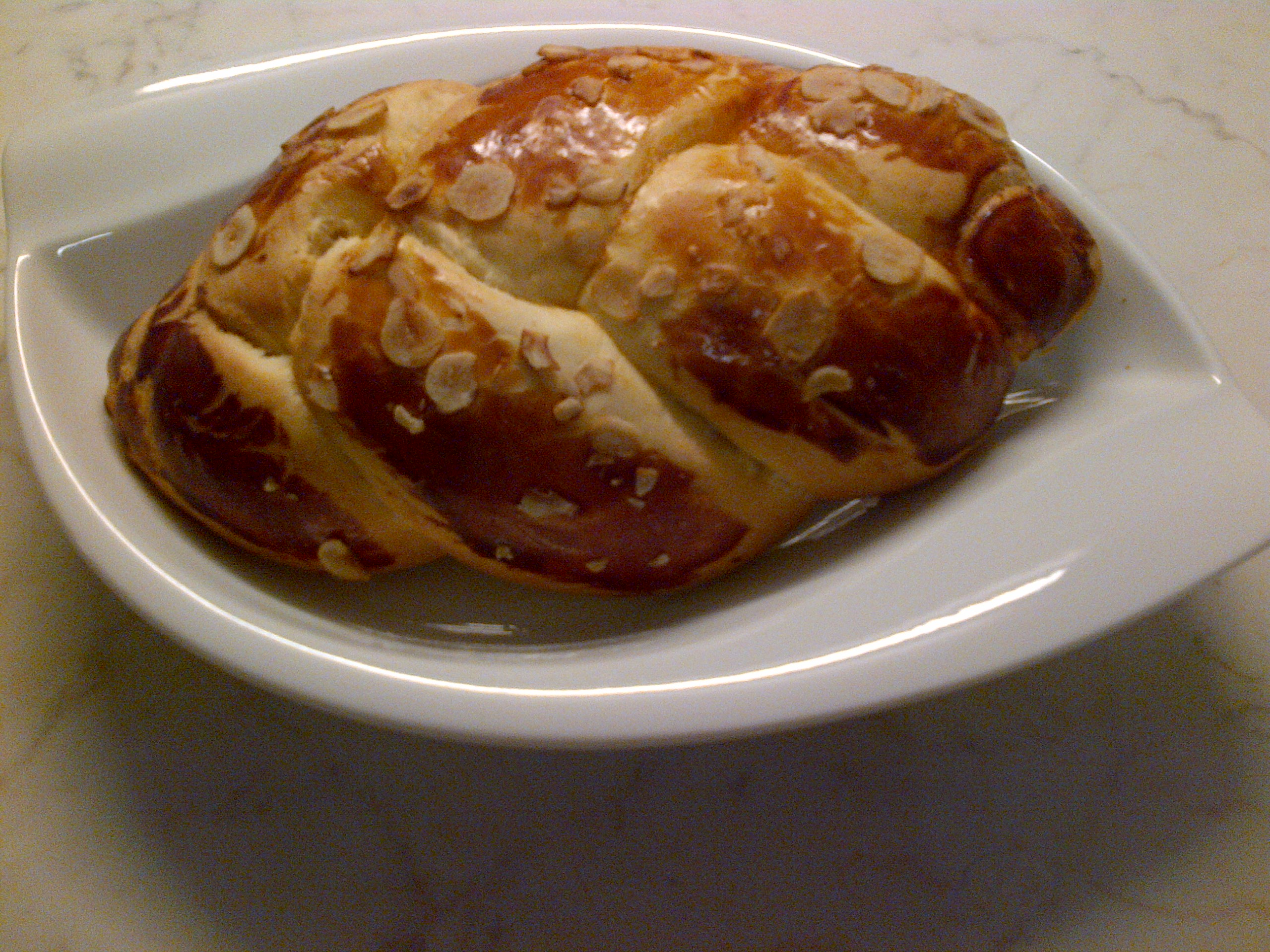
파스칼리아 최레크

## 같이 보기
- 뵈레크
- 비에누아즈리
- 시미트
- 판 둘세